# Sivaslı
Sivaslı là một huyện thuộc tỉnh Uşak, Thổ Nhĩ Kỳ. Huyện có diện tích 506 km² và dân số thời điểm năm 2007 là 21827 người, mật độ 43 người/km².